# Subsellium

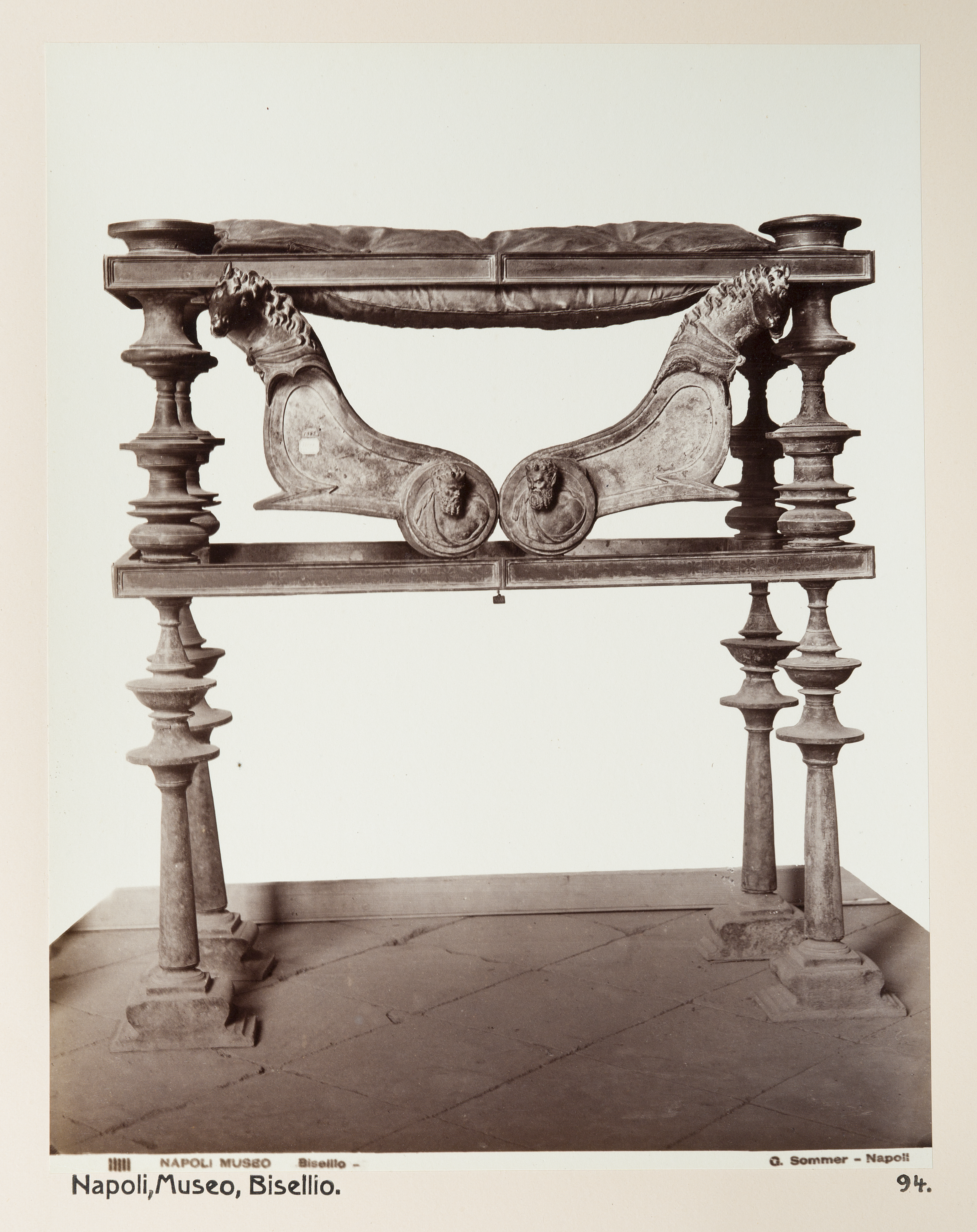
Photographie d'un bisellium du musée archéologique national de Naples.

Un subsellium (du latin sub, « sous » et sella, « siège, chaise ») est, dans la Rome antique, un siège bas en forme de banc, moins majestueux que la sella. Son caractère collectif et sa hauteur moindre en font un siège de subalterne. Ainsi, dans la vie publique, le subsellium symbolise la subordination et l'obéissance tandis que la sella symbolise la direction et le commandement.
Comme magistrats de la plèbe et non du populus dans son ensemble, les tribuns de la plèbe et les édiles plébéiens n'avaient droit qu'au subsellium et non au siège curule, et chacun de ces deux collèges siégeait sur un banc unique. Mais comme ce siège était aussi le symbole de cette magistrature, avoir le droit de s'y asseoir signifiait qu'on était honoré de la puissance tribunicienne.
Dans le même esprit de subordination, les sénateurs s'asseyaient sur des subsellia face au siège curule des consuls lors des séances de la curie, et dans les tribunaux, les jurés, avocats, témoins et parties prenaient également place sur des subsellia face à la sella du questeur. Dans les repas, le subsellium est le siège des parasites ou des esclaves.
On appelle aussi de ce nom les gradins du théâtre, de l'amphithéâtre ou du cirque.
Un subsellium à deux places est appelé bisellium : c'est un siège honorifique accordé dans les municipes à certains personnages, comme insigne de leurs fonctions ou récompense de services rendus. Celui qui avait reçu cette distinction est nommé biselliarius.